# Andrej Rublëv (tennista)
Andrej Andreevič Rublëv, accreditato dall'ATP con la traslitterazione anglosassone Andrey Rublev (IPA: ɐnˈdrʲej rʊˈblʲɵf; in russo Андрей Андреевич Рублёв?; Mosca, 20 ottobre 1997), è un tennista russo.
In singolare si è aggiudicato 17 titoli ATP – tra cui i Masters 1000 di Monte Carlo 2023 e Madrid 2024 – e il suo miglior ranking ATP è il quinto posto raggiunto nel settembre 2021. Ha raggiunto almeno una volta i quarti di finale in tutte le prove del Grande Slam (3 volte agli Australian Open, 2 al Roland Garros, una a Wimbledon e 4 agli US Open).
In doppio ha vinto quattro tornei ATP, tra cui il Madrid Open 2023 assieme a Karen Chačanov, e ha raggiunto il 44º posto del ranking nel novembre 2023. Nel palmarès vanta anche l'ATP Cup e la Coppa Davis vinte con la Russia nel 2021, oltre all'oro olimpico nel doppio misto in coppia con Anastasija Pavljučenkova alle Olimpiadi di Tokyo 2020.

## Biografia
Andrej Rublëv è nato a Mosca, figlio di Andrej Rublëv Sr., un ex pugile professionista diventato direttore di un ristorante, e di Marina Marenko (nata Tjurakova), allenatrice di tennis presso lo Spartak Tennis Club dove aveva seguito i primi passi della carriera di Anna Kurnikova, che sarebbe diventata la nº 8 in singolare e nº 1 in doppio nei ranking WTA ottenendo nel 2009 la medaglia all'Ordine al merito per la Patria. Ha una sorellastra da parte di madre, Anna Arina Marenko, ex tennista e a sua volta coach, nata il 2 gennaio 1992. Andrej ha origini austriache da parte della nonna paterna ed è molto grato ai nonni per averlo cresciuto, avendo trascorso cinque giorni a settimana insieme a loro fino a 15 anni.
Nel 2013 Sergej Tarasevič diventa il suo allenatore e in seguito viene sostituito da Fernando Vicente. Rublëv studiava regolarmente le partite di Roger Federer, Rafael Nadal, Grigor Dimitrov e Milos Raonic. Di quest'ultimo ammirava il servizio, di Federer il gioco a rete e il dritto, mentre di Nadal il gioco dei piedi.
È un appassionato di pugilato e pallacanestro, simpatizzante di Mike Tyson e tifoso dei Golden State Warriors. Nel tempo libero crea musica elettronica, ispirandosi a Martin Garrix e ad Alan Walker. Soprannominato "Rublo", come la moneta russa, parla fluentemente russo, inglese e spagnolo. Nell'estate 2024 ha rivelato di aver sofferto di depressione e altri problemi per molti anni, problemi per cui gli è stato accanto il connazionale Marat Safin.

## Carriera

### Tra gli juniores
Esordisce nell'ITF Junior Circuit nel 2011 e al suo secondo torneo vince il primo titolo in singolare in un Grade 5, mentre nel 2012 arrivano il primo titolo in doppio in un torneo G4 e l'esordio nella squadra russa di Coppa Davis Junior. Nel 2013 vince il primo titolo in un torneo G1 in doppio. Viene poi sconfitto in doppio assieme ad Alexander Zverev nella sua prima finale in un Grade A al Trofeo Bonfiglio e a fine anno perde ancora assieme a Zverev la finale di doppio all'Orange Bowl. Nel 2014 vince altri due tornei G1 di doppio, a maggio perde la finale in singolare al Trofeo Bonfiglio contro Roman Safiullin. A giugno trionfa al singolare juniores del Roland Garros con il successo in finale su Jaume Munar e raggiunge la vetta del ranking mondiale juniores. Quello stesso mese vince in singolare al G1 di Roehampton e il mese dopo perde la finale di doppio a Wimbledon in coppia con Stefan Kozlov. A novembre vince il doppio al GA Abierto Juvenil Mexicano con Taylor Fritz. Al suo ultimo impegno da juniores, nell'aprile 2015, supera lo stesso Fritz nella finale del prestigioso ITF Junior Masters.

### 2013: debutto tra i professionisti e primo titolo ITF
Debutta tra i professionisti nel luglio 2013 nel circuito ITF al Futures Bulgaria F6 raggiungendo i quarti di finale; sempre in Bulgaria raggiunge la prima finale Futures in doppio. Il mese dopo disputa la sua prima finale ITF in singolare al Belarus F1 e perde in tre set contro Jahor Herasimaŭ. In ottobre tenta per la prima volta le qualificazioni a un torneo del circuito ATP all'ATP 250 di Mosca, ma viene subito eliminato ancora da Herasimaŭ. A novembre conquista il suo primo trofeo al Futures USA F31 di Bradenton superando in finale Martins Podzus.

### 2014: altri titoli ITF e debutto in Coppa Davis
Inizia la stagione 2014 a febbraio nelle qualificazioni dell'Astana Challenger dove viene eliminato al secondo incontro. A marzo vince il suo secondo Futures nel torneo Kazakhstan F2. Subito dopo fa il suo esordio nel tabellone principale di un torneo Challenger con una wild card alla Kazan Kremlin Cup in cui viene sconfitto al primo turno sia in singolare che in doppio. A maggio vince il primo titolo in doppio al Futures Czech Republic F1 in coppia con Andriej Kapas e in singolare vince il suo terzo Futures al Russia F3 di Mosca, raggiungendo anche la finale nel torneo di doppio. A settembre debutta in Coppa Davis nella sfida vinta contro il Portogallo. In doppio con Konstantin Kravčuk supera Gastão Elias / João Sousa in tre set e, a risultato acquisito, batte in due set Frederico Ferreira Silva. A ottobre debutta con una wild card nel circuito ATP alla Kremlin Cup di Mosca perdendo 6-7, 5-7 da Samuel Groth. Nel torneo di doppio in coppia con Evgenij Donskoj si spinge fino alla semifinale che perdono in due set contro Groth / Guccione. Termina il 2014 vincendo il singolare al Futures Dominican Republic F4.

### 2015: primi titoli ATP e Challenger in doppio

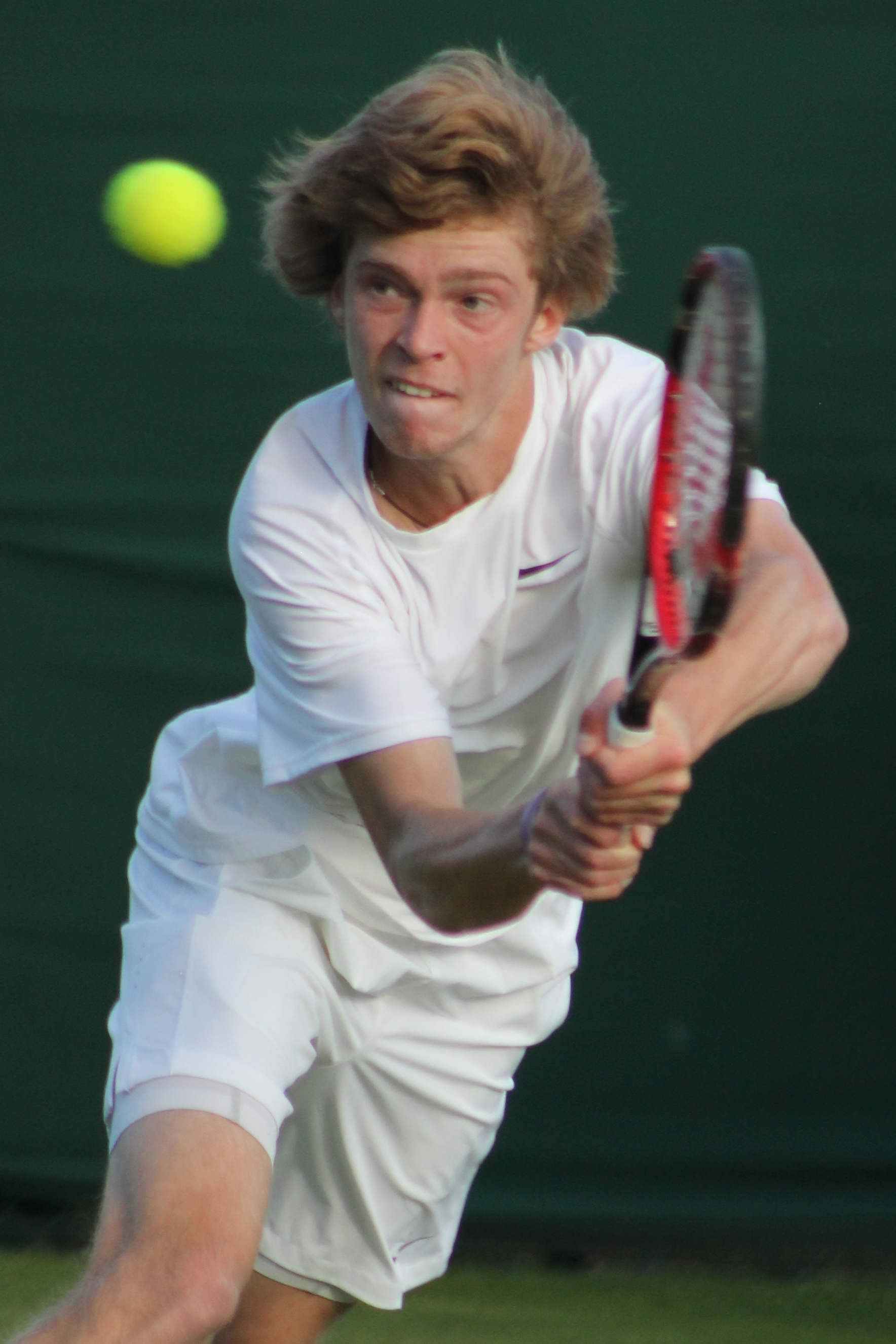
Rublëv al Torneo di Wimbledon 2015

Inizia la stagione al Challenger of Dallas dove vince il suo primo incontro della categoria battendo per la prima volta un top 100 al primo turno, il nº95 Blaž Rola, venendo poi sconfitto nei quarti da Rajeev Ram. A Dallas vince in doppio il suo primo trofeo Challenger in coppia con Denys Molčanov. Grazie a una wild card entra per la prima volta nel tabellone principale di un torneo ATP a Delray Beach, esordisce con una vittoria in tre set su Dudi Sela per essere poi fermato al turno successivo da Steve Johnson. Con un'altra wild card fa il suo debutto in un Masters 1000 al Miami Open battendo in tre set il nº 54 ATP Pablo Carreño Busta prima di essere eliminato al secondo turno da John Isner. Raggiunge il secondo turno prevalendo sul top 40 Fernando Verdasco al Barcelona Open e viene quindi sconfitto da Fabio Fognini. Dopo l'eliminazione al secondo turno dell'Istanbul Open, supera Jarkko Nieminen al primo turno del Geneva Open e diventa il secondo tennista sotto i diciotto anni a vincere almeno un incontro in cinque tornei in una stagione, dopo Nadal nel 2004. Con la semifinale raggiunta in giugno al Challenger di Mosca entra per la prima volta tra i top 200 del ranking.
A luglio prende parte alla sfida valida per il secondo turno della Zona Euro-Africana di Coppa Davis contro la Spagna, in cui perde il primo incontro controTommy Robredo e vince in rimonta contro Pablo Andújar, conquistando il punto decisivo per la vittoria. Debutta in un torneo del Grande Slam superando le qualificazioni agli US Open, ma al primo turno viene eliminato in quattro set da Kevin Anderson. Allo spareggio del Gruppo Mondiale perso contro l'Italia Rublev viene sconfitto da Fabio Fognini nell'unico incontro disputato. Nei successivi cinque tornei in singolare ne vince due soli incontri al primo turno, mentre in doppio si aggiudica il titolo al Padova Challenger. A fine ottobre conquista il primo titolo ATP in carriera nel torneo di doppio all'ATP 250 di Mosca in coppia con Dmitrij Tursunov grazie alla vittoria in tre set in finale su Radu Albot / František Čermák. A fine torneo porta il best ranking di doppio al 120º posto.

### 2016: primo titolo Challenger in singolare
Inizia la stagione con la sconfitta al secondo turno del Chennai Open contro Stan Wawrinka. Il 6 marzo vince il primo torneo Challenger in singolare battendo in finale Paul-Henri Mathieu a Quimper, risultato con cui raggiunge il 161º posto in classifica, suo nuovo best ranking. Subito dopo inizia ad allenarsi all'Accademia Slam4 di Barcellona sotto la guida del nuovo coach Fernando Vicente. Non supera le qualificazioni all'Indian Wells Masters e perde al primo turno al Miami Open, al Monte Carlo Masters e all'Istanbul Open. Esce nelle qualificazioni anche al Roland Garros, a Wimbledon e agli US Open. Nella sfida di Coppa Davis vinta 4-1 contro i Paesi Bassi Rublev supera Robin Haase in tre set. I deludenti risultati di fine estate lo riportano oltre il 200º posto del ranking, ma riguadagna terreno ben figurando nei tornei Challenger, in particolare raggiungendo la finale agli Internationaux de Tennis de Vendee, persa contro Julien Benneteau.

### 2017: primo titolo ATP, top 40 e primo quarto di finale Slam in singolare
Si qualifica per la prima volta per il tabellone principale degli Australian Open e vince il primo incontro in uno Slam battendo al primo turno Lu Yen-hsun prima di arrendersi al nº 1 del mondo Andy Murray. Dopo la finale al Challenger di Rennes, si qualifica per il torneo ATP di Marsiglia dove viene eliminato al primo turno. Fallisce le qualificazioni a Dubai e Indian Wells, mentre riceve una wild card per il Miami Open in cui batte Florian Mayer prima di cedere a Tomáš Berdych. Supera per la prima volta in carriera le qualificazioni al Roland Garros e al primo turno viene sconfitto da Diego Schwartzman.

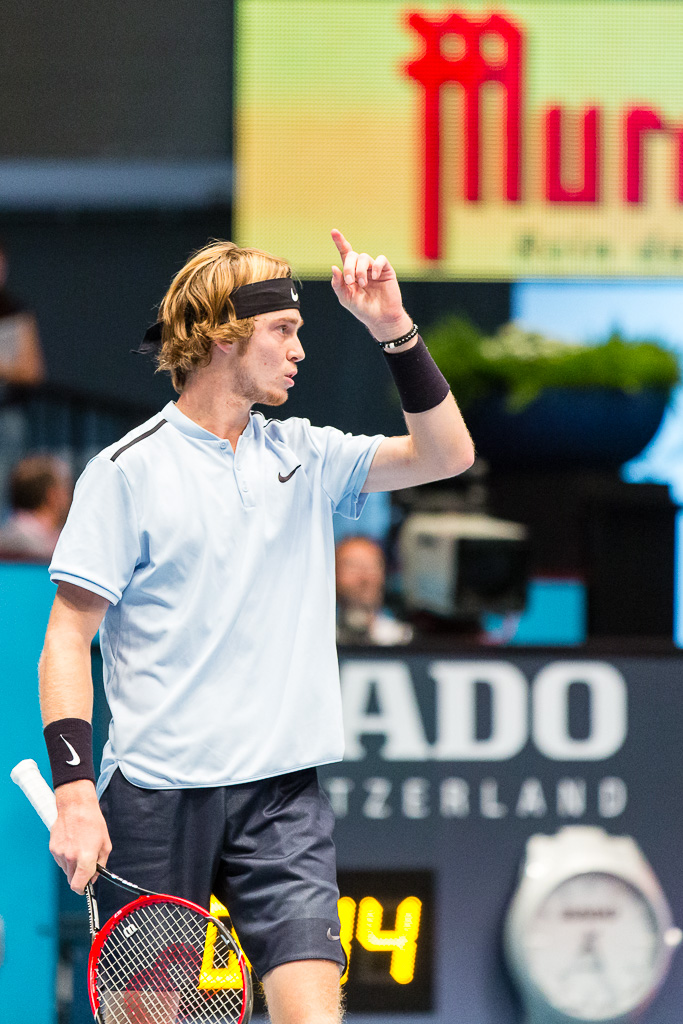
Rublëv a Vienna nel 2017

Riceve una wild card per il torneo sull'erba di Halle, e dopo le vittorie su Ivo Karlović e Michail Južnyj perde nei quarti in tre set contro Karen Chačanov, risultati con cui entra per la prima volta nella top 100, alla 92ª posizione. A Wimbledon supera al primo turno Stefano Travaglia; al secondo viene eliminato da Albert Ramos Viñolas, con entrambi gli incontri che si decidono al quinto set. Sconfitto nelle qualificazioni a Umago, accede al tabellone principale come lucky loser e dopo i successi su Carlos Berlocq e Andrej Martin elimina nei quarti in rimonta il campione uscente Fabio Fognini. In semifinale supera in due set Ivan Dodig e il 23 luglio, alla sua prima finale ATP, sconfigge per 6–4, 6–2 Paolo Lorenzi conquistando il primo titolo ATP. Entra così per la prima volta nella top 50, alla 49ª posizione.
Agli Us Open elimina Aljaž Bedene e al secondo turno sconfigge in tre set la testa di serie nº 7 e fresco vincitore del Cincinnati Open, Grigor Dimitrov. Supera quindi Damir Džumhur e negli ottavi di finale la testa di serie nº 9 David Goffin in tre set. Raggiunge così per la prima volta in carriera i quarti in uno Slam dove raccoglie solo cinque giochi contro Rafael Nadal. Arriva a disputare i quarti di finale a Pechino dove viene sconfitto da Alexander Zverev, mentre non va oltre il secondo turno al Masters di Shanghai. Chiude la stagione alle Next Generation ATP Finals in cui supera il round robin grazie alle vittorie su Denis Shapovalov e Gianluigi Quinzi, nonostante la sconfitta subita contro Chung Hyeon. In semifinale ha la meglio su Borna Ćorić, e ritrova in finale Hyeon Chung a cui cede nel terzo set.

### 2018: 31º nel ranking di singolare, finale a Miami in doppio e infortunio alla schiena

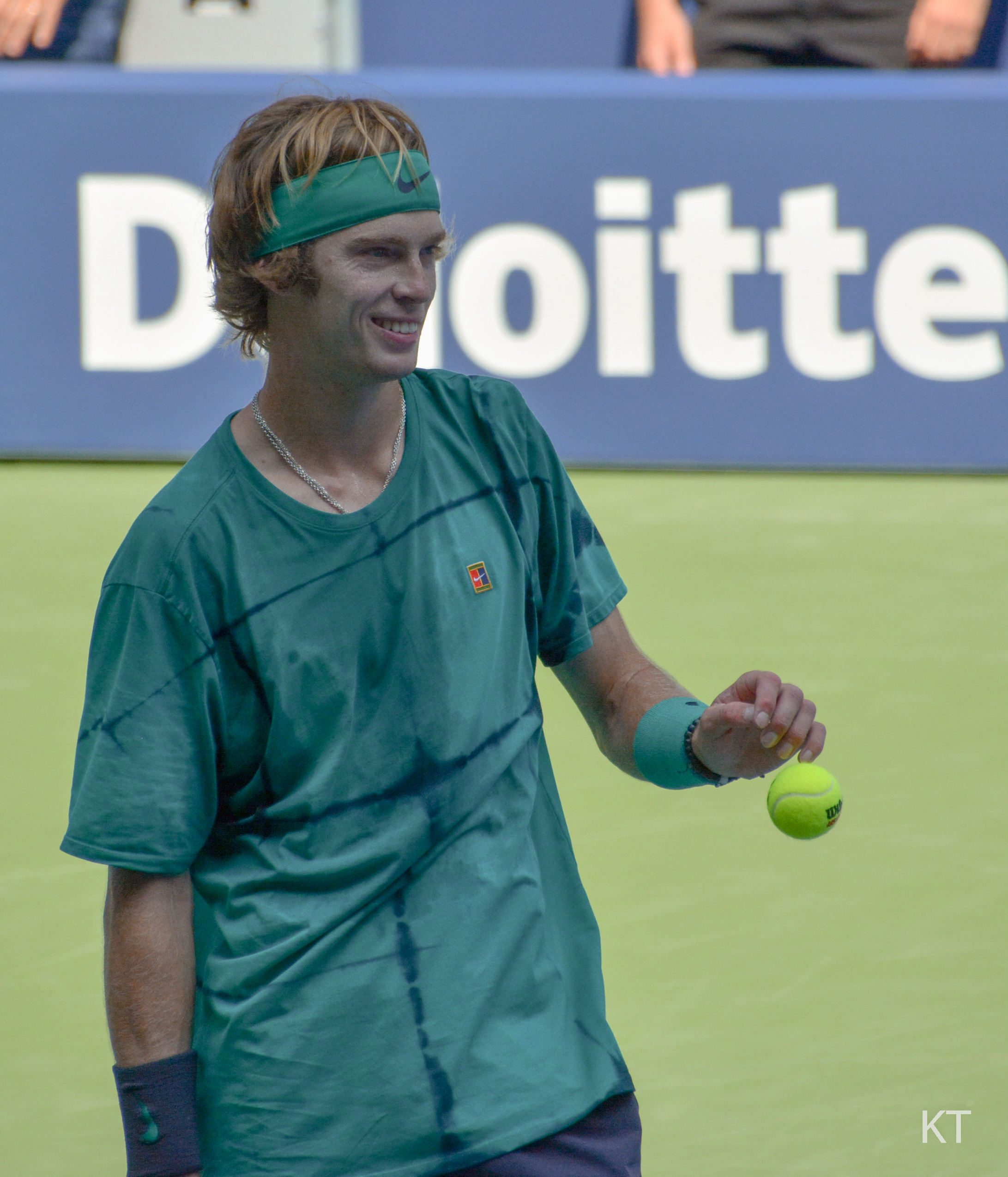
Rublëv agli US Open 2018

Inizia l'anno a Doha superando tra gli altri Fernando Verdasco e Borna Ćorić per poi perdere contro Gaël Monfils in due set la sua seconda finale ATP in carriera. Agli Australian Open è per la prima volta tra le teste di serie in uno Slam e, dopo i successi su David Ferrer e Marcos Baghdatis, al terzo turno cede in quattro set al nº 3 del mondo Grigor Dimitrov. Esce nei quarti di finale a Montpellier e Rotterdam e grazie ai risultati raggiunti porta il best ranking alla posizione n. 31. Eliminato all'esordio ad Acapulco, Indian Wells e a Miami, in quest'ultimo torneo in coppia con Karen Chačanov raggiunge la finale in doppio in cui vengono sconfitti al terzo set dai fratelli Bob e Mike Bryan. A Monte Carlo cede al primo turno al nº 7 del mondo Dominic Thiem: durante l'incontro subisce un infortunio che lo costringe a saltare il resto della stagione sul rosso e tutta quella sull'erba. Torna in campo a Umago sconfitto da Haase nei quarti di finale. La settimana successiva non va oltre il secondo turno a Gstaad.
Apre lo swing americano sul cemento a Washington, raggiungendo la semifinale senza perdere alcun set. Qui viene sconfitto da Alex de Minaur in tre set. Subisce quindi cinque sconfitte consecutive, compresa quella agli US Open, dove perde i punti guadagnati con i quarti dell'anno precedente e scende alla 69ª posizione mondiale. Torna alla vittoria a Pechino contro João Sousa prima di essere sconfitto al turno successivo da Fognini. Esce all'esordio a Shanghai e a Mosca, mentre entra in tabellone a Vienna come lucky loser venendo eliminato al secondo turno da Michail Kukuškin. Si qualifica nuovamente per le Next Generation ATP Finals, in ci raggiunge le semifinali grazie alle vittorie su Fritz e Caruana, ma viene sconfitto in semifinale da Stefanos Tsitsipas in cinque set.

### 2019: un titolo ATP e 22º nel ranking in singolare; finale al Paris Masters in doppio
Inizia il 2019 con le sconfitte al secondo turno a Doha e a Sydney, mentre viene sconfitto al turno di esordio agli Australian Open da Mackenzie McDonald. Esce dalla top 100 dopo l'eliminazione nelle qualificazioni a Rotterdam. A Marsiglia supera al primo turno Jo-Wilfried Tsonga, ha poi la meglio su Matteo Berrettini prima di essere eliminato nei quarti di finale da Kukuškin. Raggiunge la finale al Challenger di Indian Wells in cui cede a Kyle Edmund. Entra poi nel tabellone principale al Masters di Indian Wells come lucky loser, eliminato al secondo turno per mano di Karen Chačanov, ma si consola con il rientro nella top 100. Superate le qualificazioni a Miami, nel main draw elimina Tarō Daniel e il nº 11 del mondo Marin Čilić prima di essere fermato al terzo turno da Denis Shapovalov.

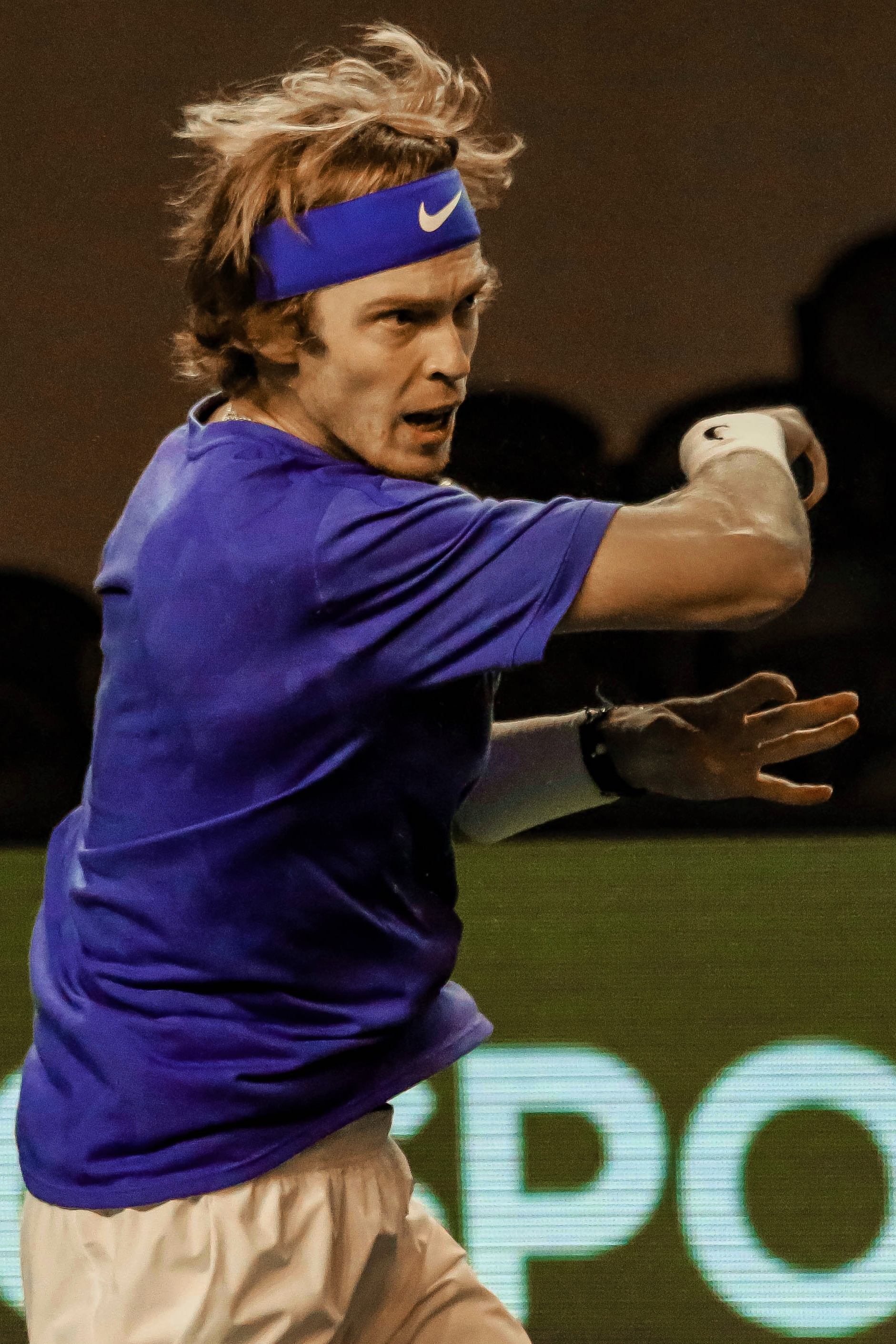
Rublëv al Paris Masters nel 2019

Al primo turno di Monte Carlo viene sconfitto dal futuro campione Fabio Fognini nonostante il vantaggio di un set e due break nel secondo set. Eliminato nelle qualificazioni a Barcellona e a Monaco, subisce un infortunio e salta ancora il Roland Garros. Al rientro perde nelle qualificazioni ad Halle e a Eastbourne. A Wimbledon supera Garín in rimonta e al secondo turno cede a Sam Querrey. Eliminato al secondo turno anche a Umago, raggiunge la sua prima finale in un ATP 500 ad Amburgo, dopo aver eliminato ancora Garín, Casper Ruud e nei quarti il nº 4 del mondo Dominic Thiem, conquistando la prima vittoria contro un top 10. Nel penultimo incontro batte Pablo Carreño Busta, ma perde in finale contro Nikoloz Basilašvili.
Dopo gli insuccessi a Washington e a Montréal, supera le qualificazioni al Masters di Cincinnati per prendersi la rivincita su Basilašvili al primo turno . Elimina quindi Stan Wawrinka e al terzo turno conquista la sua seconda vittoria contro un top 10, la prima contro un top 3, battendo Roger Federer per 6-3, 6-4. Si arrende nei quarti di finale in due set al futuro campione Daniil Medvedev. A Winston-Salem raggiunge i quarti contro Denis Shapovalov . Agli US Open batte il top 10 Stefanos Tsitsipas e Nick Kyrgios, e cede negli ottavi a Matteo Berrettini.
A San Pietroburgo viene sconfitto nei quarti di finale da Medvedev. Non supera il secondo turno a Pechino, mentre a Shanghai perde al terzo turno da Alexander Zverev. A Mosca supera in semifinale Marin Čilić e conquista il secondo titolo ATP in singolare sconfiggendo Adrian Mannarino in due set; a fine torneo porta il best ranking alla 22ª posizione. Esce nei quarti a Vienna per mano di Berrettini e non supera il primo turno a Parigi-Bercy, dove in coppia con Karen Chačanov raggiunge la sua seconda finale di doppio in un Masters 1000 in cui vengono sconfitti da Pierre-Hugues Herbert / Nicolas Mahut con il punteggio di 6-4, 6-1. Nella fase finale di Coppa Davis nonostante vinca i quattro incontri di singolare disputati e due dei quattro in doppio, la Russia viene eliminata in semifinale dal Canada.

### 2020: tre titoli ATP 500, due quarti di finale Slam e top 10
Riprende a salire nel ranking all'inizio del 2020 vincendo il torneo di Doha con il successo in due set in finale su Corentin Moutet. Si ripete la settimana successiva ad Adelaide dove elimina in semifinale Félix Auger-Aliassime e si assicura il titolo superando per 6-3, 6-0 Lloyd Harris. Agli Australian Open porta la striscia di vittorie consecutive a undici sconfiggendo al terzo turno il nº 11 ATP David Goffin, ma s'interrompe negli ottavi contro il tedesco Alexander Zverev. A Rotterdam viene sorpreso nei quarti di finale da Filip Krajinović, contro il quale si prende la rivincita a Dubai prima di cedere nei quarti a Evans. Si trova alla 14ª posizione mondiale al momento in cui inizia il lungo stop dovuto alla pandemia di COVID-19.
Torna in campo in agosto a Cincinnati e al primo turno viene sconfitto ancora da Evans. Agli US Open supera negli ottavi Matteo Berrettini ma deve cedere nei quarti in tre set contro Daniil Medvedev. Perde poi da Hubert Hurkacz al secondo turno agli Internazionali d'Italia. Raggiunge la finale all'Hamburg European Open eliminando tra gli altri Roberto Bautista Agut e in semifinale Casper Ruud. Nell'incontro valido per il titolo ha la meglio sul nº 6 del mondo Stefanos Tsitsipas con il punteggio di 6–4, 3–6, 7–5, recuperando da 3–5 nell'ultimo parziale. Conquista così il suo primo trofeo ATP 500. Continuano i successi sulla terra rossa al Roland Garros, dove per la prima volta raggiunge i quarti di finale contro Tsitsipas dopo aver eliminato Sam Querrey Alejandro Davidovich Fokina, Kevin Anderson e Márton Fucsovics. A fine torneo entra per la prima volta nella top 10, al 10º posto.
A San Pietroburgo raggiunge la sua seconda finale consecutiva in un ATP 500 con il successo in semifinale sul nº 12 ATP Shapovalov e nell'incontro valido per il titolo batte Ćorić con il punteggio di 7-6, 6-4. Vince anche il successivo ATP 500 del Vienna Open, dove ha la meglio nei quarti sul nº 3 del mondo Dominic Thiem e si aggiudica il terzo titolo ATP 500 battendo in finale Lorenzo Sonego. Non supera il secondo turno al Paris Masters. Prende parte alle sue prime ATP Finals dove nel primo incontro viene sconfitto da Nadal e viene eliminato dopo la sconfitta contro Tsitsipas, mentre è ininfluente la vittoria su Thiem nell'ultimo match del round robin. Chiude l'anno con il nuovo best ranking all'8ª posizione mondiale e riceve il premio ATP per il giocatore che si è maggiormente migliorato nel 2020.

### 2021: trionfi in ATP Cup e Coppa Davis, medaglia d'oro olimpica in doppio misto e top 5

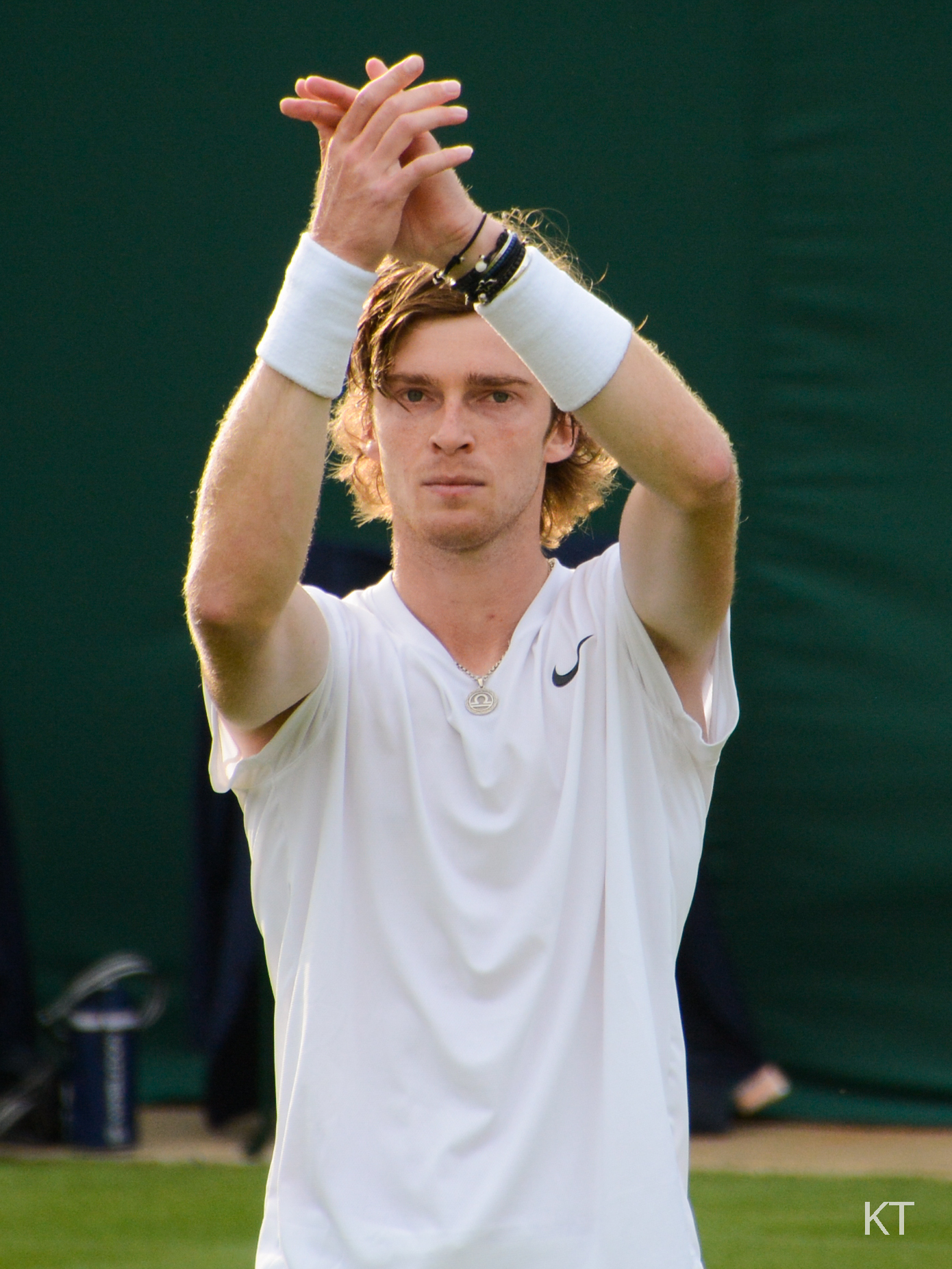
Rublëv a Wimbledon 2021

Apre la stagione spingendo la Russia al primo trionfo nella ATP Cup vincendo i quattro incontri disputati in singolare. Agli Australian Open si spinge fino ai quarti di finale e viene sconfitto in tre parziali da Medvedev. Conquista l'unico titolo stagionale in singolare a Rotterdam, perde un solo set nel corso del torneo, in semifinale supera il nº 6 del mondo Stefanos Tsitsipas e con il successo in finale su Márton Fucsovics si aggiudica il quarto titolo consecutivo nei tornei ATP 500 a cui ha partecipato. A Doha diventa il primo tennista nell'era Open a raggiungere la semifinale senza disputare alcun incontro, approfittando dei forfait dati da Richard Gasquet e Márton Fucsovics, e viene sconfitto da Roberto Bautista Agut. Sempre a Doha vince il titolo in doppio assieme ad Aslan Karacev. Perde in semifinale a Dubai e raggiunge le 23 vittorie consecutive nei tornei ATP 500, superando Andy Murray (21) e posizionandosi alle spalle del detentore del record, Roger Federer (28). Senza perdere alcun set, si spinge per la prima volta in semifinale in un Masters 1000 al Miami Open e viene eliminato da Hubert Hurkacz.
Disputa la sua prima finale in un Masters 1000 a Montecarlo e viene sconfitto da Stefanos Tsitsipas con il punteggio di 6-3, 6-3. Eliminato nei quarti al Barcelona Open e agli Internazionali d'Italia, esce di scena all'esordio al Roland Garros per mano di Jan-Lennard Struff. Perde quindi la finale ad Halle contro Ugo Humbert, mentre a Wimbledon cede al quinto set a Fucsovic negli ottavi di finale. Rappresenta la Russia alle Olimpiadi di Tokyo in tutte e tre le specialità. Dopo le eliminazioni al primo turno in singolare e in doppio, in coppia con Anastasija Pavljučenkova conquista la medaglia d'oro nel doppio misto superando in finale Karacev / Vesnina con il punteggio di 6-3, 6-7 [13-11].
Al Cincinnati Open elimina in semifinale Medvedev, che aveva vinto tutti i precedenti 5 incontri diretti disputati tra i professionisti, e in finale cede al campione olimpico Alexander Zverev in due parziali. Non va oltre il terzo turno agli US Open, sconfitto da Frances Tiafoe al quinto set. A fine torneo Rublëv porta il best ranking al 5º posto mondiale. Contribuisce alla vittoria del Team Europa in Laver Cup con il successo su Diego Schwartzman e nei due match di doppio insieme a Tsitsipas e Zverev. I risultati più importanti nei tornei ATP di fine stagione sono la semifinale al San Diego Open, nella quale Cameron Norrie si impone in rimonta, la finale di doppio persa all'Indian Wells Open in coppia con Aslan Karacev contro Peers / Polášek e i quarti di finale a San Pietroburgo, dove viene eliminato da Botic van de Zandschulp.
Si qualifica per la seconda volta consecutiva alle ATP Finals e nel primo incontro di round robin ha la meglio su Tsitsipas con un doppio 6-4. Colleziona solo 5 giochi nel successivo match contro il nº 1 mondiale Novak Đoković e viene eliminato da Casper Ruud, che si impone al tie-break del set decisivo. Chiude la stagione con il trionfo in Coppa Davis, vince quattro dei cinque match in singolare e i due disputati in doppio, entrambi con Karacev. Nel primo singolare della finale vinta 2-0 contro la Croazia supera Borna Gojo, e il successo di Medvedev contro Marin Čilić regala alla Russia il terzo titolo nel prestigioso torneo a squadre.

### 2022: quattro titoli ATP in singolare e uno in doppio
Apre il nuovo anno con la sconfitta subita al terzo turno degli Australian Open contro Marin Čilić. Torna a disputare una semifinale a Rotterdam e viene eliminato da Félix Auger-Aliassime, futuro campione. Si prende la rivincita sul canadese in finale a Marsiglia imponendosi con il punteggio di 7-5, 7-6, tornando a sollevare un trofeo dopo quasi un anno. Si aggiudica il titolo anche nel torneo di doppio, gioca in coppia con Denys Molčanov e hanno la meglio in finale su Ben McLachlan / Raven Klaasen. Vince in singolare anche al successivo ATP 500 di Dubai, dove ha la meglio sul nº 11 del mondo Hurkacz in semifinale e supera in finale Jiří Veselý, che aveva a sorpresa eliminato Novak Đoković. Sconfigge di nuovo Hurkacz a Indian Wells e cede in semifinale al vincitore del torneo Taylor Fritz. Ad aprile supera il nº 1 mondiale Đoković per 6-2, 6-7, 6-0 nella finale del Serbia Open. Esce di scena nei quarti di finale a Madrid e al Roland Garros, sconfitto rispettivamente da Tsitsipas e Čilić. Non gioca a Wimbledon per il divieto imposto dagli organizzatori a tennisti russi e bielorussi come conseguenza dell'invasione russa dell'Ucraina, e a luglio perde in semifinale a Båstad contro Sebastián Báez.
Si spinge in semifinale anche a Washington e viene eliminato a sorpresa da Yoshihito Nishioka. Dopo le premature sconfitte subite nei Masters del Canada e di Cincinnati, raggiunge di nuovo i quarti nello Slam newyorkese con i successi su Denis Shapovalov e sul nº 9 ATP Cameron Norrie, e viene battuto in tre set da Frances Tiafoe. Sconfitto da Tsitsipas al terzo set in semifinale ad Astana, si aggiudica il titolo al successivo Gijón Open concedendo solo 5 giochi in finale a Sebastian Korda. Non consegue risultati di rilievo nei due tornei che precedono le ATP Finals, dove per la prima volta accede alle semifinali, nel primo incontro supera al tie-break del set decisivo Medvedev e nel secondo colleziona solo 5 game contro Đoković. Si classifica secondo nel girone superando in tre set Tsitsipas nel match decisivo e in semifinale viene sconfitto da Casper Ruud per 2-6, 4-6.

### 2023: primo titolo Masters 1000 in singolare e in doppio
Raggiunge i quarti di finale agli Australian Open con la vittoria al tie-break del quinto set contro il nº 10 ATP Holger Rune e viene eliminato da Đoković. In semifinale a Dubai ha la meglio sul rientrante Alexander Zverev e, alla sua prima finale stagionale, raccoglie solo 4 giochi contro Medvedev. Esce di scena al quarto turno sia a Indian Wells che a Miami, sconfitto rispettivamente da Cameron Norrie e Jannik Sinner. Il 16 aprile consegue il risultato più importante da inizio carriera vincendo il primo titolo in un Masters 1000 a Monte Carlo, al terzo turno elimina in due set il nº 12 del mondo Karen Chačanov e si impone in rimonta sia in semifinale contro il nº 10 Taylor Fritz che in finale contro il nº 9 Holger Rune, sconfitto per 5-7, 6-2, 7-5. Perde la finale al terzo set nel nuovo torneo ATP di Banja Luka contro un ritrovato Dušan Lajović.

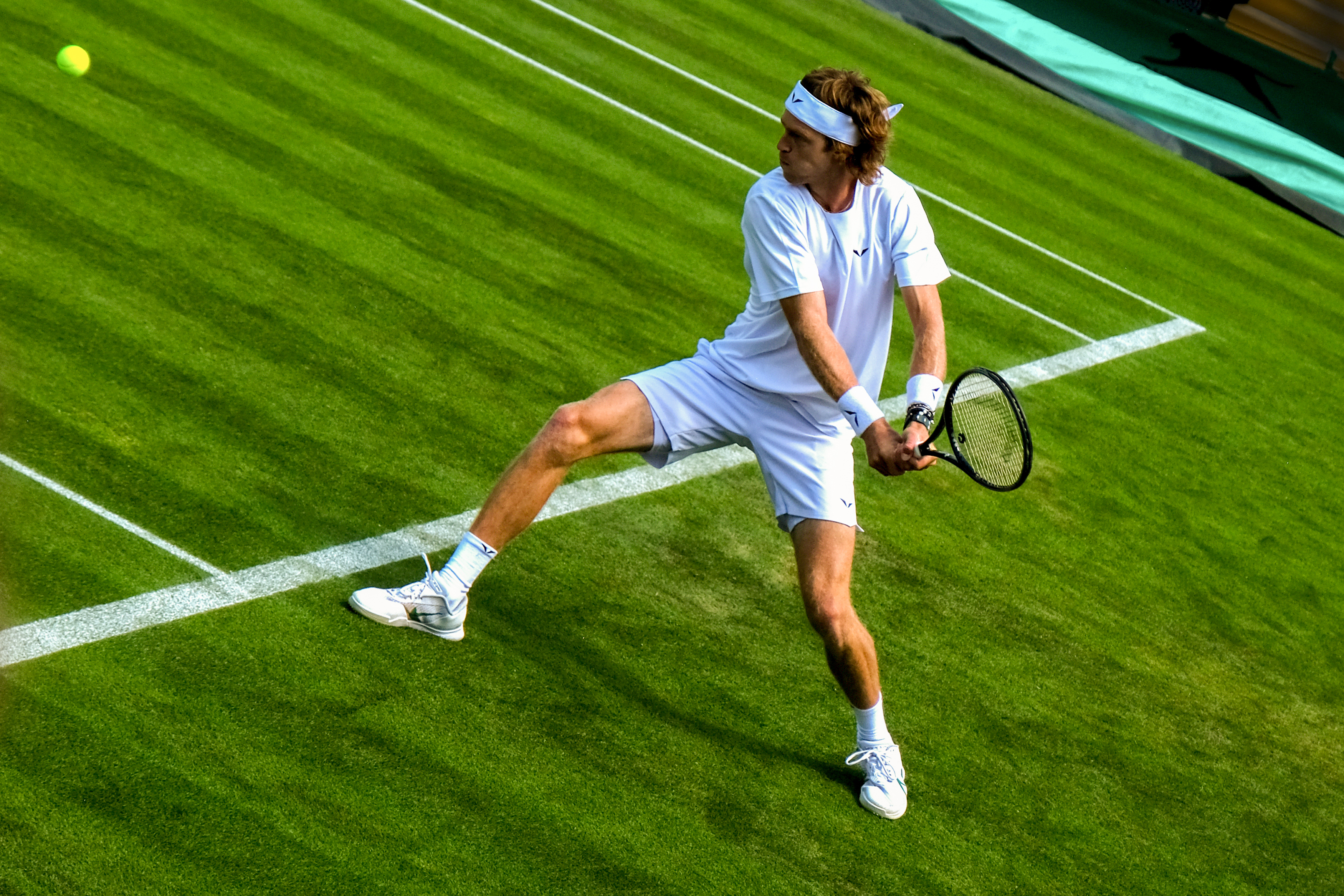
Rublev a Wimbledon 2023

Anche in doppio vince il primo titolo in un Masters 1000 a Madrid, in coppia con Chačanov elimina tra gli altri Mektic / Pavic e Arevalo / Rojer e trionfano in tre set in finale contro Rohan Bopanna / Matthew Ebden. Nel torneo di singolare viene sconfitto al quarto turno dallo stesso Chačanov. Esce agli ottavi di finale sia a Madrid che a Roma, e al Roland Garros viene eliminato al terzo turno da Lorenzo Sonego. Raggiunge la quarta finale stagionale sull'erba di Halle e si arrende per 3–6, 6–3, 3–6 a Bublik. A Wimbledon arriva per la prima volta in carriera nei quarti di finale, riuscendo così ad approdare tra gli ultimi otto in tutte e quattro le prove del Grande Slam; nella circostanza, cede a Novak Đoković in quattro set. A metà luglio vince il secondo titolo del 2023 a Båstad, battendo in finale il n° 4 del mondo Casper Ruud per 7–6, 6–0.
Eliminato al turno di esordio nei Masters di Toronto e Cincinnati, allo US Open raggiunge i quarti di finale per la quarta volta in carriera e a sbarrargli la strada verso la semifinale è Medvedev, che si impone in tre set. A Shanghai accede alla sua quarta finale Masters 1000 in carriera, elimina tra gli altri Tommy Paul e in semifinale Grigor Dimitrov e nell'incontro che assegna il titolo cede a Hubert Hurkacz con il punteggio di 3–6, 6–3, 6–7, non sfruttando un match-point nel tie-break del terzo set. Raggiunge le semifinali al Vienna Open – dove viene sconfitto dal vincitore del torneo Jannik Sinner dopo aver eliminato Alexander Zverev – e al Paris Masters, dove sconfigge nei quarti Alex de Minaur e perde contro Djokovic dopo aver vinto il primo set. Dopo che al China Open aveva raggiunto con Chačanov la semifinale in doppio, con il secondo turno disputato nel torneo parigino porta il miglior ranking di doppio alla 44ª posizione. Alle ATP Finals perde tutti gli incontri del round robin contro Zverev, Alcaraz e Medvedev.

### 2024: secondo titolo Masters 1000 e un altro titolo ATP
Inizia l'anno conquistando il titolo all'ATP 250 di Hong Kong, sconfiggendo in tre set nei quarti Arthur Fils e in semifinale l'emergente Shang Juncheng; nell'ultimo incontro supera Emil Ruusuvuori con il punteggio di 6-4, 6-4. Agli Australian Open elimina tra gli altri Sebastian Korda e il nº 10 ATP Alex de Minaur e nei quarti perde in tre set contro Jannik Sinner. A Rotterdam elimina Félix Auger-Aliassime e perde contro de Minaur nei quarti. Esce nei quarti anche a Doha, sconfitto a sorpresa dalla rivelazione del torneo Jakub Menšík. Viene squalificato durante la semifinale contro Bublik a Dubai (dove era campione uscente) per avere inveito contro un giudice di linea; Il suo ricorso viene in seguito accolto con la riduzione della multa e la restituzione i punti guadagnati nel torneo. Nei primi Masters 1000 stagionali esce al terzo turno all'Indian Wells Open e all'esordio al Miami Open.
Sconfitto all'esordio anche al Monte Carlo Masters, dove difendeva il titolo, e all'ATP 500 di Barcelona, si riscatta trionfando per la seconda volta in singolare in un Masters 1000 al Madrid Open nonostante le precarie condizioni fisiche. Raggiunge la finale sconfiggendo in rimonta il nº 3 del mondo Carlos Alcaraz e in due set Taylor Fritz. Si aggiudica il titolo con la vittoria su Auger-Aliassime per 4-6, 7-5, 7-5 e diventa il primo giocatore a vincere il torneo di Madrid sia in doppio che in singolare e il quinto a vincere due diversi Masters 1000 sulla terra battuta. Esce al terzo turno a Roma e al Roland Garros, sconfitto rispettivamente da Alexandre Müller e Arnaldi. Eliminato all'esordio nei tre tornei successivi, tra cui Wimbledon. Perde la semifinale contro Francisco Cerúndolo al Croatia Open Umag.
Non partecipa ai Giochi olimpici di Parigi per riposarsi in vista della tournée nordamericana, che inizia con la sconfitta nei quarti al Washington Open contro Tiafoe. Raggiunge per la prima volta i quarti al Masters 1000 di Montréal e accede alla semifinale con il successo in tre set su Jannik Sinner, nella sua seconda vittoria in carriera contro un nº 1 del mondo. Sconfigge Matteo Arnaldi in due set (6-4 6-2) e in finale raccoglie solo sei giochi contro la sorpresa del torneo Alexei Popyrin. Sinner si prende la rivincita nei quarti di finale al successivo Cincinnati Open, mentre Rublëv esce al quarto turno agli US Open. Il miglior risultato negli ultimi tornei stagionali sono i quarti di finale raggiunti allo Swiss Indoors, mentre alle ATP Finals viene eliminato con tre sconfitte nel round robin.

### 2025: un titolo ATP e uscita dalla top 10
All'esordio stagionale perde in tre set in coppia con Chačanov la finale contro Sander Arends / Luke Johnson all'Hong Kong Open. Eliminato al primo turno agli Australian Open, raggiunge la semifinale all'Open Sud de France e i quarti al Rotterdam Open . Torna a vincere un torneo al Qatar Open sconfiggendo tra gli altri il top 10 Alex de Minaur nei quarti e l'emergente Jack Draper in finale con il punteggio di 7-5, 5-7, 6-1. Vince in totale due soli incontri nei successivi sette tornei, nonostante entri nel suo team per la stagione su terra battuta Marat Safin a partire dal Monte Carlo Masters. In particolare viene sconfitto al primo incontro disputato al Madrid Open, dove era campione uscente; a fine torneo esce dalla top 10 nella quale si trovava quasi ininterrottamente da ottobre 2020, scendendo alla 17ª posizione. Torna a mettersi in evidenza raggiungendo la finale all'Hamburg European Open battendo in semifinale Auger-Aliassime e raccoglie sei soli giochi contro Flavio Cobolli. Non supera il quarto turno al Roland Garros, sconfitto in tre set da Sinner. Rientra nella top 10 con il quarto turno raggiunto a Wimbledon.

## Caratteristiche tecniche e stile di gioco
Giocatore particolarmente offensivo, grazie alla potenza che imprime alla palla sia di dritto che di rovescio. Il colpo migliore è il dritto, col quale cerca spesso il vincente e riesce ad essere profondo e molto potente. Il rovescio è un colpo meno naturale, giocato a due mani, col quale è ancora evidente la difficoltà, soprattutto lungolinea. Nonostante ciò riesce spesso a imprimere molta potenza. Possiede un servizio efficace. Dispone di un'ottima prima, capace di toccare regolarmente i 200 km/h, con punte di 210 km/h. La seconda preferisce servirla in kick, così da far saltare molto la palla e risultare difficilmente attaccabile. Anche se il gioco è pressocchè offensivo, non si presenta spesso a rete. Possiede anche ottime doti difensive. Il difetto principale del gioco di Andrey è la difficoltà nel variare il suo gioco, sempre piatto e con poche rotazioni, cercando spesso il vincente quasi subito senza aspettare, lavorare il punto e poi colpire. È particolarmente abile sul cemento, anche se è sulla terra rossa che ha ottenuto i due risultati più prestigiosi della carriera. Meno efficace sull'erba, nonostante sia una superficie sulla quale le sue caratteristiche si adattano al meglio.
Ha come punto debole la forza mentale. Durante le partite ha spesso scatti d'ira che gli sono valsi una squalifica ai Dubai Tennis Championships 2024, nella semifinale contro Bublik.

## Statistiche

### Singolare

#### Vittorie (17)
| Legenda              |
| Grande Slam (0)      |
| ATP Finals (0)       |
| ATP Masters 1000 (2) |
| ATP Tour 500 (6)     |
| ATP Tour 250 (9)     |

| N.  | Data              | Torneo                               | Superficie  | Avversario in finale  | Punteggio        |
| 1.  | 23 luglio 2017    | Croatia Open, Umago                  | Terra rossa | Paolo Lorenzi         | 6–4, 6–2         |
| 2.  | 20 ottobre 2019   | Kremlin Cup, Mosca                   | Cemento (i) | Adrian Mannarino      | 6–4, 6–0         |
| 3.  | 11 gennaio 2020   | Qatar Open, Doha                     | Cemento     | Corentin Moutet       | 6–2, 7–6(3)      |
| 4.  | 18 gennaio 2020   | Adelaide International, Adelaide     | Cemento     | Lloyd Harris          | 6–3, 6–0         |
| 5.  | 27 settembre 2020 | Hamburg European Open, Amburgo       | Terra rossa | Stefanos Tsitsipas    | 6–4, 3–6, 7–5    |
| 6.  | 18 ottobre 2020   | St. Petersburg Open, San Pietroburgo | Cemento (i) | Borna Ćorić           | 7–6(5), 6–4      |
| 7.  | 1º novembre 2020  | Vienna Open, Vienna                  | Cemento (i) | Lorenzo Sonego        | 6–4, 6–4         |
| 8.  | 7 marzo 2021      | Rotterdam Open, Rotterdam            | Cemento (i) | Márton Fucsovics      | 7–6(4), 6–4      |
| 9.  | 20 febbraio 2022  | Open 13 Provence, Marsiglia          | Cemento (i) | Félix Auger-Aliassime | 7–5, 7–6(4)      |
| 10. | 26 febbraio 2022  | Dubai Tennis Championships, Dubai    | Cemento     | Jiří Veselý           | 6–3, 6–4         |
| 11. | 24 aprile 2022    | Serbia Open, Belgrado                | Terra rossa | Novak Đoković         | 6–2, 6(4)–7, 6–0 |
| 12. | 16 ottobre 2022   | Gijón Open, Gijón                    | Cemento (i) | Sebastian Korda       | 6–2, 6–3         |
| 13. | 16 aprile 2023    | Monte Carlo Masters, Monte Carlo     | Terra rossa | Holger Rune           | 5–7, 6–2, 7–5    |
| 14. | 23 luglio 2023    | Swedish Open, Båstad                 | Terra rossa | Casper Ruud           | 7–6(3), 6–0      |
| 15. | 7 gennaio 2024    | Hong Kong Open, Hong Kong            | Cemento     | Emil Ruusuvuori       | 6–4, 6–4         |
| 16. | 5 maggio 2024     | Madrid Open, Madrid                  | Terra rossa | Félix Auger-Aliassime | 4–6, 7–5, 7–5    |
| 17. | 22 febbraio 2025  | Qatar Open ATP, Doha                 | Cemento     | Jack Draper           | 7–5, 5–7, 6–1    |

#### Finali perse (11)
| Legenda              |
| Grande Slam (0)      |
| ATP Finals (0)       |
| ATP Masters 1000 (4) |
| ATP Tour 500 (5)     |
| ATP Tour 250 (2)     |

| N.  | Data            | Torneo                             | Superficie  | Avversario in finale | Punteggio        |
| 1.  | 6 gennaio 2018  | Qatar Open, Doha                   | Cemento     | Gaël Monfils         | 3–6, 2–6         |
| 2.  | 28 luglio 2019  | Hamburg European Open, Amburgo     | Terra rossa | Nikoloz Basilašvili  | 5–7, 6–4, 3–6    |
| 3.  | 18 aprile 2021  | Monte Carlo Masters, Monte Carlo   | Terra rossa | Stefanos Tsitsipas   | 3–6, 3–6         |
| 4.  | 20 giugno 2021  | Halle Open, Halle                  | Erba        | Ugo Humbert          | 3–6, 6(4)–7      |
| 5.  | 22 agosto 2021  | Cincinnati Open, Cincinnati        | Cemento     | Alexander Zverev     | 2–6, 3–6         |
| 6.  | 4 marzo 2023    | Dubai Tennis Championships, Dubai  | Cemento     | Daniil Medvedev      | 2–6, 2–6         |
| 7.  | 23 aprile 2023  | Srpska Open, Banja Luka            | Terra rossa | Dušan Lajović        | 3–6, 6–4, 4–6    |
| 8.  | 25 giugno 2023  | Halle Open, Halle (2)              | Erba        | Aleksandr Bublik     | 3–6, 6–3, 3–6    |
| 9.  | 15 ottobre 2023 | Shanghai Masters, Shanghai         | Cemento     | Hubert Hurkacz       | 3–6, 6–3, 6(8)–7 |
| 10. | 12 agosto 2024  | Canadian Open, Montréal            | Cemento     | Alexei Popyrin       | 2–6, 4–6         |
| 11. | 24 giugno 2025  | Hamburg European Open, Amburgo (2) | Terra rossa | Flavio Cobolli       | 2–6, 4–6         |

### Doppio

#### Vittorie (4)
| Legenda              |
| Grande Slam (0)      |
| ATP Finals (0)       |
| ATP Masters 1000 (1) |
| ATP Tour 500 (0)     |
| ATP Tour 250 (3)     |

| N. | Data             | Torneo                      | Superficie  | Compagno        | Avversario in finale          | Punteggio        |
| 1. | 25 ottobre 2015  | Kremlin Cup, Mosca          | Cemento (i) | Dmitry Tursunov | Radu Albot František Čermák   | 2–6, 6–1, [10–6] |
| 2. | 12 marzo 2021    | Qatar Open, Doha            | Cemento     | Aslan Karacev   | Marcus Daniell Philipp Oswald | 7–5, 6–4         |
| 3. | 20 febbraio 2022 | Open 13 Provence, Marsiglia | Cemento (i) | Denys Molčanov  | Ben McLachlan Raven Klaasen   | 4–6, 7–5, [10–7] |
| 4. | 7 maggio 2023    | Madrid Open, Madrid         | Terra rossa | Karen Chačanov  | Rohan Bopanna Matthew Ebden   | 6–3, 3–6, [10–3] |

#### Finali perse (4)
| Legenda              |
| Grande Slam (0)      |
| ATP Finals (0)       |
| ATP Masters 1000 (3) |
| ATP Tour 500 (0)     |
| ATP Tour 250 (1)     |

| N. | Data            | Torneo                             | Superficie  | Compagno       | Avversari in Finale                 | Punteggio           |
| 1. | 31 marzo 2018   | Miami Open, Miami                  | Cemento     | Karen Chačanov | Bob Bryan Mike Bryan                | 6–4, 6(5)–7, [4–10] |
| 2. | 3 novembre 2019 | Paris Masters, Parigi              | Cemento (i) | Karen Chačanov | Pierre-Hugues Herbert Nicolas Mahut | 4–6, 1–6            |
| 3. | 17 ottobre 2021 | Indian Wells Masters, Indian Wells | Cemento     | Aslan Karacev  | John Peers Filip Polášek            | 3–6, 6(5)–7         |
| 4. | 5 gennaio 2025  | Hong Kong Open, Hong Kong          | Cemento     | Karen Chačanov | Sander Arends Luke Johnson          | 5–7, 6–4, [7–10]    |

### Doppio misto

#### Vittorie (1)
| Olimpiadi (1)           |
| Australian Open (0)     |
| Open di Francia (0)     |
| Torneo di Wimbledon (0) |
| US Open (0)             |

| N. | Data           | Torneo                    | Superficie | Compagna                 | Avversari in Finale         | Punteggio            |
| 1. | 1º agosto 2021 | Olimpiadi di Tokyo, Tokyo | Cemento    | Anastasija Pavljučenkova | Elena Vesnina Aslan Karacev | 6–3, 6(5)–7, [13–11] |

### Next Generation ATP Finals

#### Finali perse (1)
| Legenda                        |
| Next Generation ATP Finals (1) |

| N  | Data             | Torneo                             | Superficie  | Avversario in finale | Punteggio                |
| 1. | 11 novembre 2017 | Next Generation ATP Finals, Milano | Cemento (i) | Hyeon Chung          | 4–3(5), 3(2)–4, 2–4, 2–4 |

### Vittorie nelle competizioni a squadre (3)
| Legenda         |
| --------------- |
| ATP Cup (1)     |
| Laver Cup (1)   |
| Coppa Davis (1) |

| N. | Data              | Torneo              | Superficie  | Compagno/i                                    | Avversario/i in finale                                          | Punteggio |
| -- | ----------------- | ------------------- | ----------- | --------------------------------------------- | --------------------------------------------------------------- | --------- |
| 1. | 7 febbraio 2021   | ATP Cup, Melbourne  | Cemento (i) | Daniil Medvedev Aslan Karacev Evgenij Donskoj | Andrea Vavassori Fabio Fognini Matteo Berrettini Simone Bolelli | 2–0       |
| 2. | 26 settembre 2021 | Laver Cup, Boston   | Cemento (i) | Team Europe                                   | Team World                                                      | 14–1      |
| 3. | 5 dicembre 2021   | Coppa Davis, Madrid | Cemento (i) | Daniil Medvedev Aslan Karacev Karen Chačanov  | Borna Gojo Marin Čilić Mate Pavić Nikola Mektić Nino Serdarušić | 2–0       |

### Tornei minori

#### Singolare

##### Vittorie (5)
| Legenda tornei minori |
| Challenger (1)        |
| Futures (4)           |

| N. | Data          | Torneo                                  | Superficie  | Avversario in finale | Punteggio        |
| 1. | Novembre 2013 | USA F31, Bradenton                      | Terra rossa | Mārtiņš Podžus       | 3–6, 7–6(6), 6–3 |
| 2. | Marzo 2014    | Kazakhstan F2, Aktobe                   | Cemento (i) | Yaraslau Shyla       | 6–4, 3–6, 6–3    |
| 3. | Maggio 2014   | Russia F3, Mosca                        | Terra rossa | Stanislav Vovk       | 6–0, 6–4         |
| 4. | Dicembre 2014 | Repubblica Dominicana F4, Santo Domingo | Cemento     | Mitchell Krueger     | 6–2, 6–4         |
| 5. | Marzo 2016    | Open de Quimper, Quimper                | Cemento (i) | Paul-Henri Mathieu   | 6(6)–7, 6–4, 6–4 |

##### Finali perse (5)
| Legenda tornei minori |
| ATP Challenger (3)    |
| ITF Futures (2)       |

| N. | Data          | Torneo                                                   | Superficie  | Avversario in finale | Punteggio           |
| 1. | Agosto 2013   | Bielorussia F1, Minsk                                    | Cemento     | Jahor Herasimaŭ      | 6(2)–7, 6–4, 4–6    |
| 2. | Novembre 2014 | Estonia F3, Tartu                                        | Sintetico   | Dzmitry Zhyrmont     | 4–6, 2–6            |
| 3. | Novembre 2016 | Internationaux de Tennis de Vendée, Mouilleron-le-Captif | Cemento (i) | Julien Benneteau     | 5–7, 6–2, 3–6       |
| 4. | Gennaio 2017  | Open de Rennes, Rennes                                   | Cemento (i) | Uladzimir Ihnacik    | 7–6(6), 3–6, 6(5)–7 |
| 5. | Marzo 2019    | Challenger Series - Indian Wells, Indian Wells           | Cemento     | Kyle Edmund          | 3–6, 2–6            |

#### Doppio

##### Vittorie (3)
| Legenda tornei minori |
| ATP Challenger (2)    |
| ITF Futures (1)       |

| N. | Data          | Torneo                       | Superficie  | Compagno       | Avversari in finale                | Punteggio   |
| 1. | Maggio 2014   | Repubblica Ceca F1, Teplice  | Terra rossa | Andriej Kapaś  | David Škoch Robin Staněk           | 7–5, 6–2    |
| 2. | Febbraio 2015 | Challenger of Dallas, Dallas | Cemento (i) | Denys Molčanov | Hans Hach Verdugo Luis Patiño      | 6–4, 7–6(5) |
| 3. | Luglio 2015   | Padova Challenger, Padova    | Terra rossa | Michail Elgin  | Federico Gaio Alessandro Giannessi | 6–4, 7–6(4) |

##### Finali perse (2)
| Legenda tornei minori |
| ATP Challenger (0)    |
| ITF Futures (2)       |

| N. | Data        | Torneo               | Superficie  | Compagno           | Avversari in finale                   | Punteggio        |
| 1. | Luglio 2013 | Bulgaria F7, Plovdiv | Terra rossa | Yaraslau Shyla     | Alexander Lazov Laslo Urrutia Fuentes | 6–4, 3–6, [8–10] |
| 2. | Maggio 2014 | Russia F3, Mosca     | Terra rossa | Denis Matsukevitch | Jahor Herasimaŭ Stanislav Vovk        | 6–2, 4–6, [8–10] |

## Risultati in progressione
| V | F | SF | QF | #T | RR | Q# | A | Z# | PO | O | F-A | SF-B | ND |

(V) Torneo vinto; raggiunto (F) finale, (SF) semifinale, (QF) quarti di finale, (#T) turni 4, 3, 2, 1; (RR) round - robin; (Q#) Turno di qualificazione; (A) assente dal torneo; (Z#) Zona gruppo Coppa Davis/Fed Cup (con indicazione numero); (PO) play-off Coppa Davis o Fed Cup; vinto un (O) oro, (F-A) argento o (SF-B) bronzo ai Giochi Olimpici; (ND) torneo non disputato.
Statistiche aggiornate al Open di Francia 2024.
| Torneo                | 2014            | 2015            | 2016            | 2017            | 2018            | 2019            | 2020          | 2021          | 2022          | 2023          | 2024          | 2025 | Titoli      | V-S         | V%          |
| Grande Slam           |                 |                 |                 |                 |                 |                 |               |               |               |               |               |      |             |             |             |
| Australian Open       | A               | A               | A               | 2T              | 3T              | 1T              | 4T            | QF            | 3T            | QF            | QF            | 1T   | 0 / 9       | 20–9        | 69%         |
| Roland Garros         | A               | A               | Q2              | 1T              | A               | A               | QF            | 1T            | QF            | 3T            | 3T            | 4T   | 0 / 7       | 14–7        | 68%         |
| Wimbledon             | A               | Q2              | Q2              | 2T              | A               | 2T              | ND            | 4T            | A             | QF            | 1T            | 4T   | 0 / 6       | 12–6        | 69%         |
| US Open               | A               | 1T              | Q1              | QF              | 1T              | 4T              | QF            | 3T            | QF            | QF            | 4T            |      | 0 / 9       | 24–9        | 73%         |
| Vittorie–Sconfitte    | -               | 0–1             | -               | 6–4             | 2–2             | 4–3             | 11–3          | 9–4           | 10–3          | 14–4          | 9–4           | 5–3  | 0 / 31      | 70–31       | 69%         |
| ATP Finals            |                 |                 |                 |                 |                 |                 |               |               |               |               |               |      |             |             |             |
| ATP Finals            | Non qualificato | Non qualificato | Non qualificato | Non qualificato | Non qualificato | Non qualificato | RR            | RR            | SF            | RR            | RR            |      | 0 / 4       | 4–9         | 31%         |
| Vittorie–Sconfitte    | -               | -               | -               | -               | -               | -               | 1–2           | 1–2           | 2–2           | 0–3           | 0–3           |      | 0 / 5       | 4–12        | 25%         |
| Nazionale e Laver Cup |                 |                 |                 |                 |                 |                 |               |               |               |               |               |      |             |             |             |
| Giochi Olimpici       | Non disputati   | Non disputati   | A               | Non disputati   | Non disputati   | Non disputati   | Non disputati | 1T            | Non disputati | Non disputati | A             | ND   | 0 / 1       | 0–1         | 0%          |
| Coppa Davis           | Z1              | PO              | PO              | PO              | Z1              | SF              | ND            | V             | A             | A             | A             | A    | 1 / 2       | 12–5        | 71%         |
| ATP Cup/United Cup    | Non disputata   | Non disputata   | Non disputata   | Non disputata   | Non disputata   | Non disputata   | A             | V             | A             | A             | A             | A    | 1 / 1       | 4–0         | 100%        |
| Vittorie–Sconfitte    | 1–0             | 2–2             | 1–0             | 0–1             | 0–1             | 4–0             | -             | 8–2           | -             | -             | -             | -    | 2 / 4       | 16–6        | 73%         |
| ATP Tour Masters 1000 |                 |                 |                 |                 |                 |                 |               |               |               |               |               |      |             |             |             |
| Indian Wells          | A               | A               | Q2              | Q1              | 2T              | 3T              | ND            | 3T            | SF            | 4T            | 3T            |      | 0 / 6       | 9–6         | 60%         |
| Miami                 | A               | 2T              | 1T              | 2T              | 2T              | 3T              | ND            | SF            | 2T            | 4T            | 2T            |      | 0 / 9       | 10–9        | 53%         |
| Monte Carlo           | A               | A               | 1T              | Q1              | 2T              | 1T              | ND            | F             | 3T            | V             | 2T            |      | 1 / 7       | 11–6        | 65%         |
| Madrid                | A               | A               | A               | A               | A               | A               | ND            | 3T            | QF            | 4T            | V             |      | 1 / 4       | 11–3        | 79%         |
| Roma                  | A               | Q2              | A               | A               | A               | A               | 2T            | QF            | 2T            | 4T            | 3T            |      | 0 / 5       | 6–5         | 55%         |
| Montréal/Toronto      | A               | A               | A               | A               | 1T              | Q1              | ND            | 3T            | 2T            | 2T            | F             |      | 0 / 5       | 5–5         | 50%         |
| Cincinnati            | A               | A               | A               | Q1              | 1T              | QF              | 1T            | F             | 3T            | 2T            | QF            |      | 0 / 7       | 10–7        | 59%         |
| Shanghai              | A               | A               | A               | 2T              | 1T              | 3T              | Non disputato | Non disputato | Non disputato | F             | 2T            |      | 0 / 5       | 8–5         | 62%         |
| Parigi                | A               | A               | A               | 1T              | A               | 1T              | 3T1           | 2T            | 3T            | SF            | 2T            |      | 0 / 7       | 5–7         | 42%         |
| ATP Tour 500          |                 |                 |                 |                 |                 |                 |               |               |               |               |               |      |             |             |             |
| Rotterdam             | A               | A               | A               | Q1              | QF              | Q2              | QF            | V             | SF            | 1T            | QF            |      | 1 / 6       | 14–5        | 74%         |
| Rio de Janeiro        | A               | A               | A               | A               | A               | A               | A             | A             | A             | A             | A             |      | 0 / 0       | 0–0         | –           |
| Dubai                 | A               | A               | A               | Q1              | A               | A               | QF            | SF            | V             | F             | SF            |      | 1 / 5       | 17–4        | 81%         |
| Acapulco              | A               | A               | A               | A               | 1T              | A               | A             | A             | A             | A             | A             |      | 0 / 1       | 0–1         | 0%          |
| Barcellona            | A               | 2T              | Q1              | Q1              | A               | Q1              | ND            | QF            | A             | A             | 2T            |      | 0 / 3       | 3–3         | 50%         |
| Halle                 | A               | A               | Q1              | QF              | A               | Q1              | ND            | F             | 1T            | F             |               |      | 0 / 4       | 10–4        | 71%         |
| Amburgo               | A               | A               | A               | 1T              | A               | F               | V             | A             | 2T            | 2T            |               |      | 1 / 5       | 11–4        | 73%         |
| Washington            | A               | A               | A               | A               | SF              | 1T              | ND            | A             | SF            | A             |               |      | 0 / 3       | 6–3         | 67%         |
| Pechino               | A               | A               | A               | QF              | 2T              | 2T              | Non disputato | Non disputato | Non disputato | 2T            |               |      | 0 / 4       | 5–4         | 56%         |
| San Pietroburgo       | ATP 250         | ATP 250         | ATP 250         | ATP 250         | ATP 250         | ATP 250         | V             | QF            | Non disputato | Non disputato | Non disputato |      | 1 / 2       | 6–1         | 86%         |
| Vienna                | A               | A               | A               | 1T              | 2T              | QF              | V             | A             | 2T            | SF            |               |      | 1 / 6       | 12–5        | 71%         |
| Statistiche carriera  |                 |                 |                 |                 |                 |                 |               |               |               |               |               |      |             |             |             |
| Tornei disputati      | 1               | 11              | 5               | 17              | 21              | 20              | 14            | 22            | 23            | 26            | 12            |      | 161         | 161         | 161         |
| Titoli–Finali         | 0–0             | 0–0             | 0–0             | 1–1             | 0–1             | 1–2             | 5–5           | 1–4           | 4–4           | 2–6           | 2–2           |      | 16–25       | 16–25       | 16–25       |
| Vittorie–Sconfitte    | 1–1             | 8–13            | 3–5             | 21–18           | 20–23           | 38–19           | 41–10         | 53–23         | 51–20         | 56–26         | 24–10         |      | 314–167     | 314–167     | 314–167     |
| V–S %                 | 50%             | 38.1%           | 37.5%           | 53.85%          | 46.51%          | 66.67%          | 80.39%        | 69.74%        | 71.83%        | 68.29%        | 70.59%        |      | 65.28%      | 65.28%      | 65.28%      |
| Ranking a fine anno   | 446             | 185             | 156             | 39              | 68              | 23              | 8             | 5             | 8             | 5             |               |      | 23.596.560$ | 23.596.560$ | 23.596.560$ |

## Vittorie contro giocatori Top 10
| Stagione | 2017 | 2018 | 2019 | 2020 | 2021 | 2022 | 2023 | 2024 | 2025 | Totale |
| Vittorie | 1    | 0    | 4    | 4    | 4    | 5    | 5    | 3    | 1    | 27     |

| #    | Giocatore              | Rank | Evento                         | Superficie  | Turno | Punteggio                     |
| ---- | ---------------------- | ---- | ------------------------------ | ----------- | ----- | ----------------------------- |
| 2017 |                        |      |                                |             |       |                               |
| 1.   | Grigor Dimitrov        | 9    | US Open, New York              | Cemento     | 2T    | 7–5, 7–6(3), 6–3              |
| 2019 |                        |      |                                |             |       |                               |
| 2.   | Dominic Thiem          | 4    | Hamburg European Open, Amburgo | Terra rossa | QF    | 7–6(3), 7–6(5)                |
| 3.   | Roger Federer          | 3    | Cincinnati Open, Cincinnati    | Cemento     | 3T    | 6–3, 6–4                      |
| 4.   | Stefanos Tsitsipas     | 8    | US Open, New York              | Cemento     | 1T    | 6–4, 6(5)–7, 7–6(7), 7–5      |
| 5.   | Roberto Bautista Agut  | 9    | Coppa Davis, Madrid            | Cemento (i) | RR    | 3–6, 6–3, 7–6(0)              |
| 2020 |                        |      |                                |             |       |                               |
| 6.   | Matteo Berrettini      | 8    | US Open, New York              | Cemento     | 4T    | 4–6, 6–3, 6–3, 6–3            |
| 7.   | Stefanos Tsitsipas (2) | 6    | Hamburg European Open, Amburgo | Terra rossa | F     | 6–3, 4–6, 7–5                 |
| 8.   | Dominic Thiem (2)      | 3    | Vienna Open, Vienna            | Cemento (i) | QF    | 7–6(5), 6–2                   |
| 9.   | Dominic Thiem (3)      | 3    | ATP Finals, Londra             | Cemento (i) | RR    | 6–2, 7–5                      |
| 2021 |                        |      |                                |             |       |                               |
| 10.  | Stefanos Tsitsipas (3) | 6    | Rotterdam Open, Rotterdam      | Cemento (i) | SF    | 6–3, 7–6(2)                   |
| 11.  | Rafael Nadal           | 3    | Monte Carlo Masters, Monaco    | Terra rossa | QF    | 6–2, 4–6, 6–2                 |
| 12.  | Daniil Medvedev        | 2    | Cincinnati Open, Cincinnati    | Cemento (i) | SF    | 2–6, 6–3, 6–3                 |
| 13.  | Stefanos Tsitsipas (4) | 4    | ATP Finals, Torino             | Cemento (i) | RR    | 6–4, 6–4                      |
| 2022 |                        |      |                                |             |       |                               |
| 14.  | Félix Auger-Aliassime  | 9    | Open 13 Provence, Marsiglia    | Cemento (i) | F     | 7–5, 7–6(4)                   |
| 15.  | Novak Đoković          | 1    | Serbia Open, Belgrado          | Terra rossa | F     | 6–2, 6(4)–7, 6–0              |
| 16.  | Cameron Norrie         | 9    | US Open, New York              | Cemento     | 4T    | 6–4, 6–4, 6–4                 |
| 17.  | Daniil Medvedev (2)    | 5    | ATP Finals, Torino             | Cemento (i) | RR    | 6(7)–7, 6–3, 7–6(7)           |
| 18.  | Stefanos Tsitsipas (5) | 3    | ATP Finals, Torino             | Cemento (i) | RR    | 3–6, 6–3, 6–2                 |
| 2023 |                        |      |                                |             |       |                               |
| 19.  | Holger Rune            | 10   | Australian Open, Melbourne     | Cemento     | 4T    | 6–3, 3–6, 6–3, 4–6, 7–6(9)    |
| 20.  | Taylor Fritz           | 10   | Monte Carlo Masters, Monaco    | Terra rossa | SF    | 5–7, 6–1, 6–3                 |
| 21.  | Holger Rune (2)        | 9    | Monte Carlo Masters, Monaco    | Terra rossa | F     | 5–7, 6–2, 7–5                 |
| 22.  | Casper Ruud            | 4    | Swedish Open, Båstad           | Terra rossa | F     | 7–6(3), 6–0                   |
| 23.  | Alexander Zverev       | 9    | Vienna Open, Vienna            | Cemento (i) | QF    | 6–1, 6(5)–7, 6–3              |
| 2024 |                        |      |                                |             |       |                               |
| 24.  | Alex de Minaur         | 10   | Australian Open, Melbourne     | Cemento     | 4T    | 6–4, 6(5)–7, 6(4)–7, 6–3, 6–0 |
| 25.  | Carlos Alcaraz         | 3    | Madrid Open, Madrid            | Terra rossa | QF    | 4–6, 6–3, 6–2                 |
| 26.  | Jannik Sinner          | 1    | Canadian Open, Montréal        | Cemento     | QF    | 6–3, 1–6, 6–2                 |
| 2025 |                        |      |                                |             |       |                               |
| 27.  | Alex de Minaur (2)     | 8    | Qatar Open ATP, Doha           | Cemento     | QF    | 6–1, 3–6, 7–6(8)              |